# GVA 4000
De GVA 4000 is een ontwerp van een halfafzinkbaar platform van Götaverken Arendal (GVA). Het bestaat uit twee parallelle pontons met elk twee kolommen met daarop het werkdek. Het ontwerp was eenvoudiger dan veel eerdere ontwerpen met slechts twee horizontale buizen tussen de kolommen, wat de problematiek rond vermoeiing moest verminderen.
De GVA 4000 was het eerste ontwerp in een serie kleinere platforms als de GVA 2000 en GVA 3000 en grotere platforms als de GVA 7500.

## GVA 4000-serie

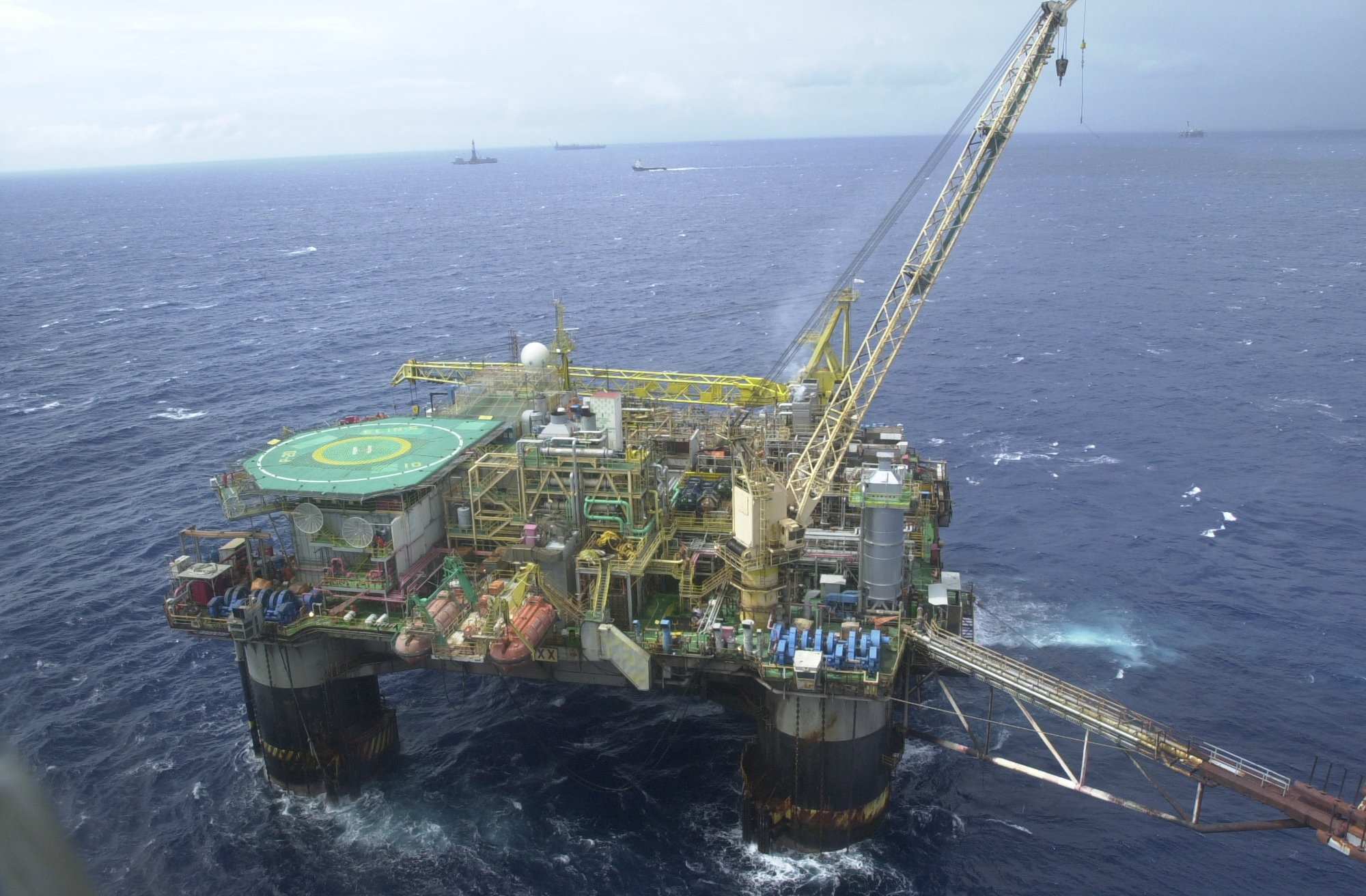
De Petrobras XX, voorheen de Fortuna Ugland

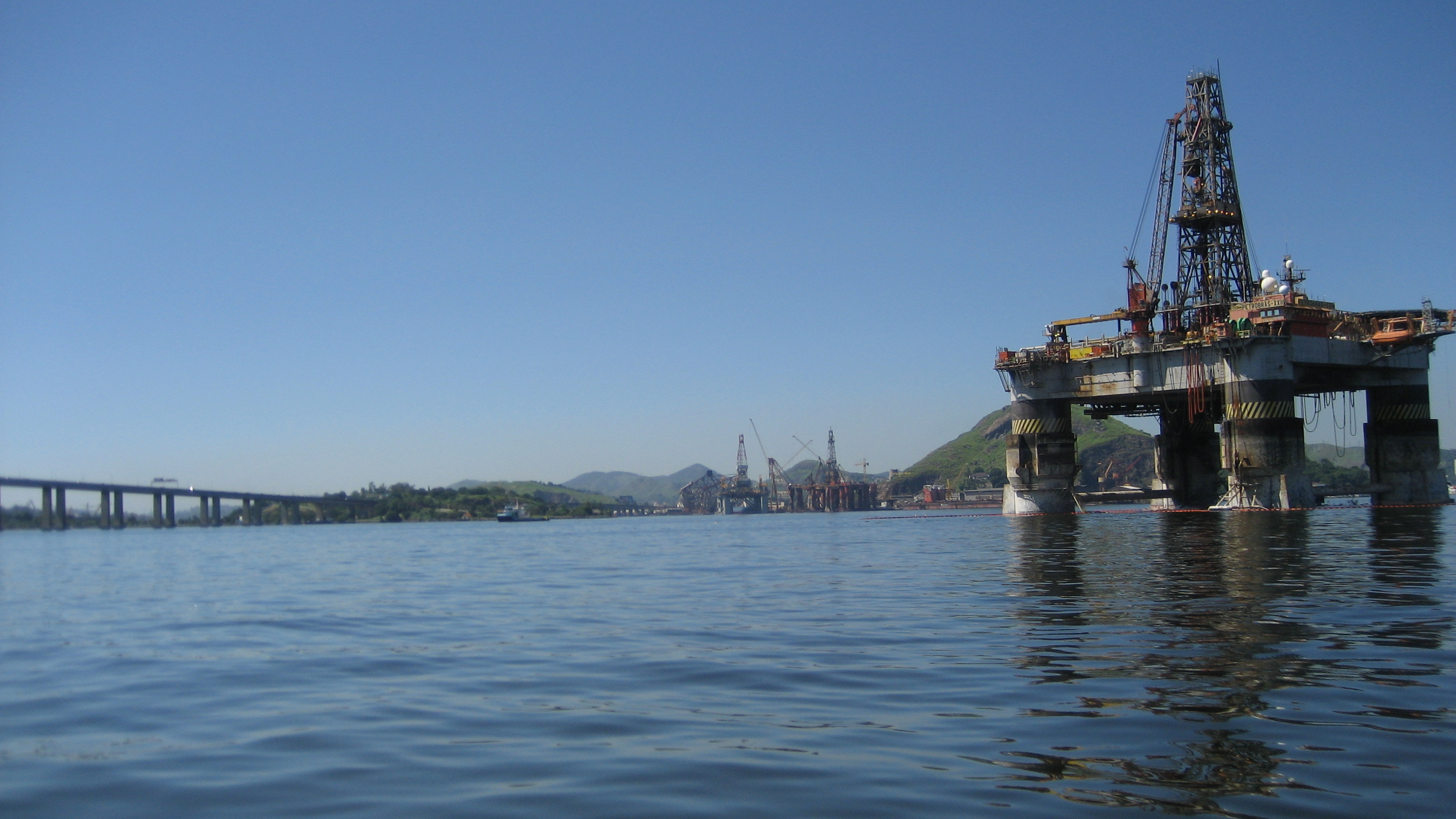
De Petrobras XXIII, voorheen de Vinni

| Naam               | Werf          | Jaar         | IMO-nummer |
| ------------------ | ------------- | ------------ | ---------- |
| Treasure Saga      | Götaverken    | januari 1983 | 8756320    |
| Fortuna Ugland     | Götaverken    | 1983         | 8758029    |
| Sovereign Explorer | Cammell Laird | 1984         | 8755479    |
| Vinni              | Götaverken    | 1985         | 8754114    |
| Iran Alborz        | SADRA         | 2009         | 8770699    |
| Songa Encourage    | DSME          | 2015         | 8772075    |
| Songa Equinox      | DSME          | 2015         | 9633599    |
| Songa Endurance    | DSME          | 2015         | 9633604    |
| Songa Enabler      | DSME          | 2016         | 8772087    |

## GVA 4500-serie
| Naam                    | Werf        | Jaar | IMO-nummer |
| ----------------------- | ----------- | ---- | ---------- |
| Sonat Pratt Rather      | DSME        | 1987 | 8755431    |
| Sonat George Richardson | DSME        | 1988 | 8755429    |
| Petrobras XVIII         | Keppel FELS | 1994 | 8762874    |

## GVA 5000-serie
| Naam         | Werf       | Jaar | IMO-nummer |
| ------------ | ---------- | ---- | ---------- |
| Balmoral FPV | Götaverken | 1986 |            |